# E14 (trasa europejska)
E14 – trasa europejska zaliczana do dróg pośrednich wschód – zachód. Zaczyna się w norweskim mieście Stjørdal niedaleko Trondheim. Kończy się w szwedzkim mieście Sundsvall nad Morzem Bałtyckim. Trasa ma około 425 km długości.

## Przebieg trasy
Stjørdal – Meråker – Åre – Krokom – Östersund – Bräcke – Sundsvall.

## Stary system numeracji
Do 1985 obowiązywał poprzedni system numeracji, według którego oznaczenie E14 pierwotnie dotyczyło trasy: Trieste – Ronchi – Udine – Tarvisio – Villach – Salzburg – Linz – Tábor – Praga – Mladá Boleslav – Jablonec – Novy Svet – Jelenia Góra – Szczecin. W 1968 roku wydłużono ówczesną arterię przez Goleniów i Wolin do Świnoujścia. Fragment trasy przebiegający przez Polskę oficjalnie nie miał od połowy lat 60. osobnego numeru krajowego i był oznaczany w terenie oraz mapach samochodowych jako droga międzynarodowa E14.

### Drogi w ciągu dawnej E14
Lista dróg opracowana na podstawie materiału źródłowego
| Włochy                                  | - droga nr 14: Trieste – Málchina - autostrada E14: Málchina – Cervignano di Friuli – Udine - droga nr 13: Udine – Tarvisio (granica z Austrią) |
| Austria                                 | - droga E14: granica z Włochami – Villach - droga nr 100: Villach – Spittal an der Drau - droga nr 99: Spittal an der Drau – St. Michael i. Lungau – Radstadt - droga E14: Radstadt – Bischofshofen - droga nr 159: Bischofshofen – Golling - autostrada A10: Golling – Salzburg - autostrada A1: Salzburg – Wels – Linz - droga nr 125: Linz – Freistadt – granica z Czechosłowacją |
| Czechosłowacka Republika Socjalistyczna | Czeska Republika Socjalistyczna - droga nr 3: Dolní Dvořiště – České Budějovice – Tábor – Praha - droga nr 10: Praha – Mladá Boleslav – Turnov - droga nr 10: Turnov – Železný Brod – Tanvald – granica z PRL |
| Polska                                  | droga E14: granica z Czechosłowacją – Szklarska Poręba – Jelenia Góra – Wleń – Lwówek Śląski – Bolesławiec – Trzebień – Szprotawa – Kożuchów – Nowa Sól – Zielona Góra – Sulechów – Świebodzin – Międzyrzecz – Skwierzyna – Gorzów Wielkopolski – Lipiany – Pyrzyce – Szczecin – Rzęśnica – Goleniów – Wolin – Międzyzdroje – Świnoujście                                            |